# Vojne napovedi v drugi svetovni vojni
Vojna napoved je dejanje, s katerim ena država napove vojno drugi državi. Vojno napoved običajno napove javni govor ali predstavitev podpisanega dokumenta pooblaščeni osebi nacionalne vlade, da bi razglasili vojno stanje med dvema ali več suverenih držav. Uradni mednarodni protokol za razglasitev vojne je bila določena v Haaški konvenciji leta 1907 (ali Haaške II).   

## Seznam vojnih napovedi
Spodaj je tabela, ki prikazuje izbruhe vojn med državami, ki so se zgodile med drugo svetovno vojno. Navedeni so datumi (med neposrednim nastajanjem ali med drugo svetovno vojno).
| Datum              | Napovednik | Tarča |
| ------------------ | --- | --- |
| 1. september 1939  | Nacistična Nemčija | Poljska |
| 1. september 1939  | Slovaška | Poljska |
| 3. september 1939  | Združeno Kraljestvo, Francija, Avstralija, Nova Zelandija, Indija, Tonga, Transjordan, Maroko, Tunizija                                                                                                | Nacistična Nemčija |
| 4. september 1939  | Nepal | Nacistična Nemčija |
| 6. september 1939  | Južna Afrika | Nacistična Nemčija |
| 10. september 1939 | Kanada, Bahrain, Oman | Nacistična Nemčija |
| 17. september 1939 | Sovjetska zveza | Poljska |
| 9. november 1939   | Kuvait | Nacistična Nemčija |
| 30. november 1939  | Sovjetska zveza | Finska |
| 9. april 1940      | Nacistična Nemčija | Danska, Norveška |
| 12. april 1940     | Združeno Kraljestvo | Ferejevski otoki |
| 10. maj 1940       | Nacistična Nemčija | Nizozemska, Belgija, Luksemburg |
| 10. maj 1940       | Združeno Kraljestvo | Islandija |
| 10. junij 1940     | Fašistična Italija | Združeno Kraljestvo, Francija |
| 10. junij 1940     | Kanada | Fašistična Italija |
| 11. junij 1940     | Južna Afrika, Avstralija, Nova Zelandija | Fašistična Italija |
| 11. junij 1940     | Francija | Fašistična Italija |
| 10. julij 1940     | Združeno Kraljestvo | Vichyjska Francija |
| 9. september 1940  | Fašistična Italija | Egipt |
| 22. september 1940 | Japonska | Vichyjska Francija |
| 23. september 1940 | Svobodna Francija, Združeno Kraljestvo, Avstralija | Vichyjska Francija |
| Oktober 1940       | Thailand | Vichyjska Francija |
| 28. oktober 1940   | Fašistična Italija | Grčija |
| 28. oktober 1940   | Belgija (v izgnanstvu) | Fašistična Italija |
| 5. februar 1941    | Svobodna Francija | Fašistična Italija |
| 6. april 1941      | Nacistična Nemčija | Grčija |
| 6. april 1941      | Nacistična Nemčija | Kraljevina Jugoslavija |
| 6. april 1941      | Kraljevina Jugoslavija | Fašistična Italija |
| 7. april 1941      | Kraljevina Jugoslavija | Madžarska |
| 14. april 1941     | Nacistična Nemčija | Egipt |
| 2. maj 1941        | Združeno Kraljestvo | Irak |
| 8. junij 1941      | Svobodna Francija | Nacistična Nemčija |
| 22. junij 1941     | Nacistična Nemčija, Fašistična Italija, Romunija | Sovjetska zveza |
| 22. junij 1941     | Tuva | Nacistična Nemčija |
| 25. junij 1941     | Finska | Sovjetska zveza |
| 27. junij 1941     | Madžarska | Sovjetska zveza |
| 25. avgust 1941    | Sovjetska zveza, Združeno Kraljestvo, Avstralija | Iran |
| 5. december 1941   | Združeno Kraljestvo | Finska, Romunija, Madžarska |
| 6. december 1941   | Finska, Romunija | Združeno Kraljestvo |
| 7. december 1941   | Združeno Kraljestvo | Madžarska |
| 7. december 1941   | Japonska | Združene države Amerike, Združeno Kraljestvo, Thailand                                                                                 |
| 7. december 1941   | Kanada, Avstralija, Nova Zelandija | Finska, Romunija, Madžarska |
| 7. december 1941   | Kanada, Panama | Japonska |
| 8. december 1941   | Združene države Amerike, Združeno Kraljestvo, Kanada, Costa Rinica, Dominiska republika, El Salvador, Gutamela, Haiti, Honduras, Nizozemska (v izgnanstvu), Nova Zelandija, Nicaragua, Filipini, Tonga | Japonska |
| 8. december 1941   | Južna Afrika | Japonska, Finska, Madžarska, Romunija                                                                                                  |
| 8. december 1941   | Mongolija | Nacistična Nemčija |
| 8. december 1941   | Manhuko | Združene države Amerike |
| 8. december 1941   | Japonska | Britanska Malja |
| 9. december 1941   | Avstralija, Nova Zelandija, Kuba | Japonska |
| 9. december 1941   | Kitajska | Nemčija, Italija, Japonska |
| 11. december 1941  | Nacistična Nemčija, Fašistična Italija | Združene države Amerike |
| 11. december 1941  | Združene države Amerike | Nacistična Nemčija, Fašistična Italija                                                                                                 |
| 11. december 1941  | Združene države Amerike, Kuba, Costa Rica, Dominiska Republika, Gutamela, Nicaragua | Nacistična Nemčija, Fašistična Italija                                                                                                 |
| 11. december 1941  | Nizozemska (v izgnanstvu) | Fašistična Italija |
| 11. december 1941  | Poljska (v izgnanstvu) | Fašistična Italija |
| 12. december 1941  | Romunija, Bolgarija, Slovaška republika | Združene države Amerike, Združeno Kraljestvo                                                                                           |
| 12. december 1941  | Haiti, El Salvador, Panama | Nacistična Nemčija, Fašistična Italija                                                                                                 |
| 12. december 1941  | Avstralija, Nizozemska (v izgnanstvu) | Portugalska |
| 13. december 1941  | Združeno Kraljestvo, Nova Zelandija, Južna Afrika | Bolgarija |
| 13. december 1941  | Honduras | Nacistična Nemčija, Fašistična Italija                                                                                                 |
| 13. december 1941  | Fašistična Italija | Kuba, Guatamela |
| 14. december 1941  | Neodvisna država Hrvaška | Združene države Amerike, Združeno Kraljestvo                                                                                           |
| 15. december 1941  | Madžarska | Združene države Amerike |
| 16. december 1941  | Češkoslovaška | Nacistična Nemčija, Fašistična Italija, Romunija, Finska, Madžarska, Japonska, Bolgarija, Neodvisna država Hrvaška, Slovaška republika |
| 16. december 1941  | Japonska | Saravak, Severni Borneo, Brunei |
| 17. december 1941  | Albanija | Združene države Amerike |
| 19. december 1941  | Nicaraqua | Romunija, Madžarska, Bolgarija |
| 19. december 1941  | Romunija | Nicaraqa |
| 20. december 1941  | Belgija (v izgnanstvu) | Japonska |
| 24. december 1941  | Haiti | Romunija, Madžarska, Bolgarija |
| 24. december 1941  | Romunija | Haiti |
| 1. januar 1942     | Združeni Narodi | Sile Osi |
| 6. januar 1942     | Avstralija | Bolgarija |
| 25. januar 1942    | Thailand | Združeno Kraljestvo, Združene države Amerike                                                                                           |
| 25. januar 1942    | Združeno Kraljestvo, Avstralija, Južna Afrika | Thailand |
| 19. februar 1942   | Japonska | Portugalska |
| 2. marec 1942      | Avstralija | Thailand |
| 5. maj 1942        | Južna Afrika, Nizozemska (v izgnanstvu), Poljska (v izgnanstvu) | Vichyjska Francija |
| 5. maj 1942        | Združeno Kraljestvo, Severna Rodesia, Južna Rodesia, Južna Afrika, Tanganika, Blegijski Kongo | Vichyjska Francija |
| 22. maj 1942       | Mehika | Nacistična Nemčija, Fašistična Italija, Japonska                                                                                       |
| 5. junij 1942      | Združene države Amerike | Madžarska, Romunija, Bolgarija |
| 13. junij 1942     | Irokeška konfederacija | Nacistična Nemčija, Fašistična Italija, Japonska                                                                                       |
| 22. avgust 1942    | Brazilija | Nacistična Nemčija, Fašistična Italija                                                                                                 |
| 8. november 1942   | Združene države Amerike, Kanada | Vichyjska Francija |
| 11. november 1942  | Nacistična Nemčija, Fašistična Italija | Vichyjska Francija |
| 12. november 1942  | Nacistična Nemčija | Tunisija |
| 14. november 1942  | Etiopija | Nacistična Nemčija, Fašistična Italija, Japonska                                                                                       |
| 9. januar 1943     | Reorganizirana nacionalna vlada Kitajske | Združene države Amerike, Združeno Kraljestvo                                                                                           |
| 17. januar 1943    | Irak | Nacistična Nemčija, Fašistična Italija, Japonska                                                                                       |
| 20. januar 1943    | Čile | Nacistična Nemčija, Fašistična Italija                                                                                                 |
| 7. april 1943      | Bolivija | Nacistična Nemčija, Fašistična Italija, Japonska in druge članice sil osi                                                              |
| 1. avgust 1943     | Burma | Združene države Amerike, Združeno Kraljestvo                                                                                           |
| 10. september 1943 | Nacistična Nemčija | Italija, Albanija |
| 10. september 1943 | Iran | Nacistična Nemčija |
| 13. september 1943 | Italija | Nacistična Nemčija |
| 26. november 1943  | Kolumbija | Nacistična Nemčija |
| 17. januar 1944    | Svobodna Francija | Italija |
| 27. januar 1944    | Liberija | Nacistična Nemčija, Japonska |
| 6. junij 1944      | Francija | Nacistična Nemčija |
| 25. julij 1944     | Francija | Japonska |
| 25. avgust 1944    | Romunija | Nacistična Nemčija |
| 5. september 1944  | Sovjetska zveza | Bolgarija |
| 7. september 1944  | Madžarska | Romunija |
| 7. september 1944  | Romunija | Madžarska |
| 8. september 1944  | Bolgarija | Nacistična Nemčija |
| 15. september 1944 | Nacistična Nemčija | Finska |
| 21. september 1944 | San Marino | Nacistična Nemčija, Italija |
| 23. september 1944 | Druga filpinska republika | Združene države Amerike, Združeno Kraljestvo                                                                                           |
| 28. december 1944  | Madžarska | Nacistična Nemčija |
| 2. februar 1945    | Ekvador | Nacistična Nemčija, Japonska |
| 7. februar 1944    | Paragai | Nacistična Nemčija, Japonska |
| 12. februar 1945   | Peru | Nacistična Nemčija, Japonska |
| 15. februar 1945   | Venezuela, Urugvaj | Nacistična Nemčija, Japonska |
| 23. februar 1945   | Turčija | Nacistična Nemčija, Japonska |
| 24. februar 1945   | Egipt | Nacistična Nemčija, Japonska |
| 26. februar 1945   | Sirija, Libanon | Nacistična Nemčija, Japonska |
| 28. februar 1945   | Savdska Arabija | Nacistična Nemčija |
| 1. marec 1945      | Savdska Arabija | Japonska |
| 1. marec 1945      | Iran | Japonska |
| 3. marec 1945      | Finska | Nacistična Nemčija |
| 7. marec 1945      | Romunija | Japonska |
| 27. marec 1945     | Argentina | Nacistična Nemčija, Japonska |
| 11. april 1945     | Čile | Japonska |
| 7. junij 1945      | Brazilija | Japonska |
| 9. julij 1945      | Norveška | Japonska |
| 14. julij 1945     | Italija | Japonska |
| 8. avgust 1945     | Sovjetska zveza | Japonska |
| 10. avgust 1945    | Mongolija | Japonska |